# 森重文
森 重文（もり しげふみ、1951年〈昭和26年〉2月23日 - ）は、日本の数学者（代数幾何学）。文化功労者。文化勲章受章者。学位は、理学博士（京都大学・1978年）（学位論文『The endomorphism rings of some abelian varieties〈幾つかのアーベル多様体の自己準同型環〉』）。京都大学名誉教授。日本学士院会員。
京都大学理学部助手、ハーバード大学助教授、名古屋大学理学部教授、京都大学数理解析研究所教授、京都大学数理解析研究所所長、京都大学高等研究院研究院長などを歴任した。

## 概要
愛知県名古屋市出身の数学者である。代数幾何学における双有理幾何学を専攻する。代数幾何学での業績により、1990年にフィールズ賞を受賞した。名古屋大学教授、京都大学数理解析研究所教授・所長、名古屋大学特別教授、京都大学高等研究院特別教授・研究院長を歴任した。ハーバード大学、プリンストン高等研究所、マックス・プランク研究所、コロンビア大学など、日本国外での研究経験も豊富であった。数学分野での国際的な協力を行う非政府組織であり、国際数学者会議の主催団体である国際数学連合の総裁にアジア人としては初めて選出された。

## 研究
「接束が豊富なら射影空間である」というハーツホーンの予想を解決した論文は、代数多様体の構造論における最初の一般的な定理として歴史に刻まれるものであり、そこで開発された証明の技法がさらに洗練され「端射線の理論」となった。これは代数多様体および有理写像の構造の研究に有力な手段を与えるもので、これにより2次元の壁を乗り越えて高次元代数多様体の構造を解明することが可能になった。森理論の発表、3次元ファノ多様体の研究など高次元代数多様体の研究に新しい視点を提供した。これらの業績により、1983年のワルシャワでのICMの招待講演に招聘された。さらに極小モデルの存在を3次元の場合に示すことに成功し、1990年に京都で開かれた国際数学者会議でフィールズ賞を受けた。

## 人物
- 日本を震撼させた東大安田講堂攻防戦の直後となった1969年の東京大学入学試験は、当時の佐藤内閣政治的判断と行政指導により中止されてしまった。このため森は仕方なく京都大学に進んだ[1]。フィールズ賞を受賞した時、『科学朝日』誌は「あのとき東大に進んでいたらフィールズ賞受賞はなかっただろう」とこれを報じている[要文献特定詳細情報]。
- 大学時代は全問正解しても80点しかくれない教授の試験で120点を取り続けた[7][信頼性要検証]。
- 大学受験数学雑誌『大学への数学』の学力コンテストで1年間ほぼ連続満点[8]を続けた伝説の人となり、編集部が森の答案を楽しみにしていた[要出典]。
- 高校の時に大学の内容を進んで学んでいたりはしていなかった。大学での数学に触れたのは大学に入ってからである[1]。
- 広中平祐は「自分は鈍才だが、森君は天才」という[9]。
- 謙虚な人柄で、「3次元代数多様体における極小モデルの存在証明」のテーマで同賞を受賞したことについて「応用がものすごく広がったが、私が貢献したのはごく一部。周りの皆さんのおかげ」という[10]。

## 略歴

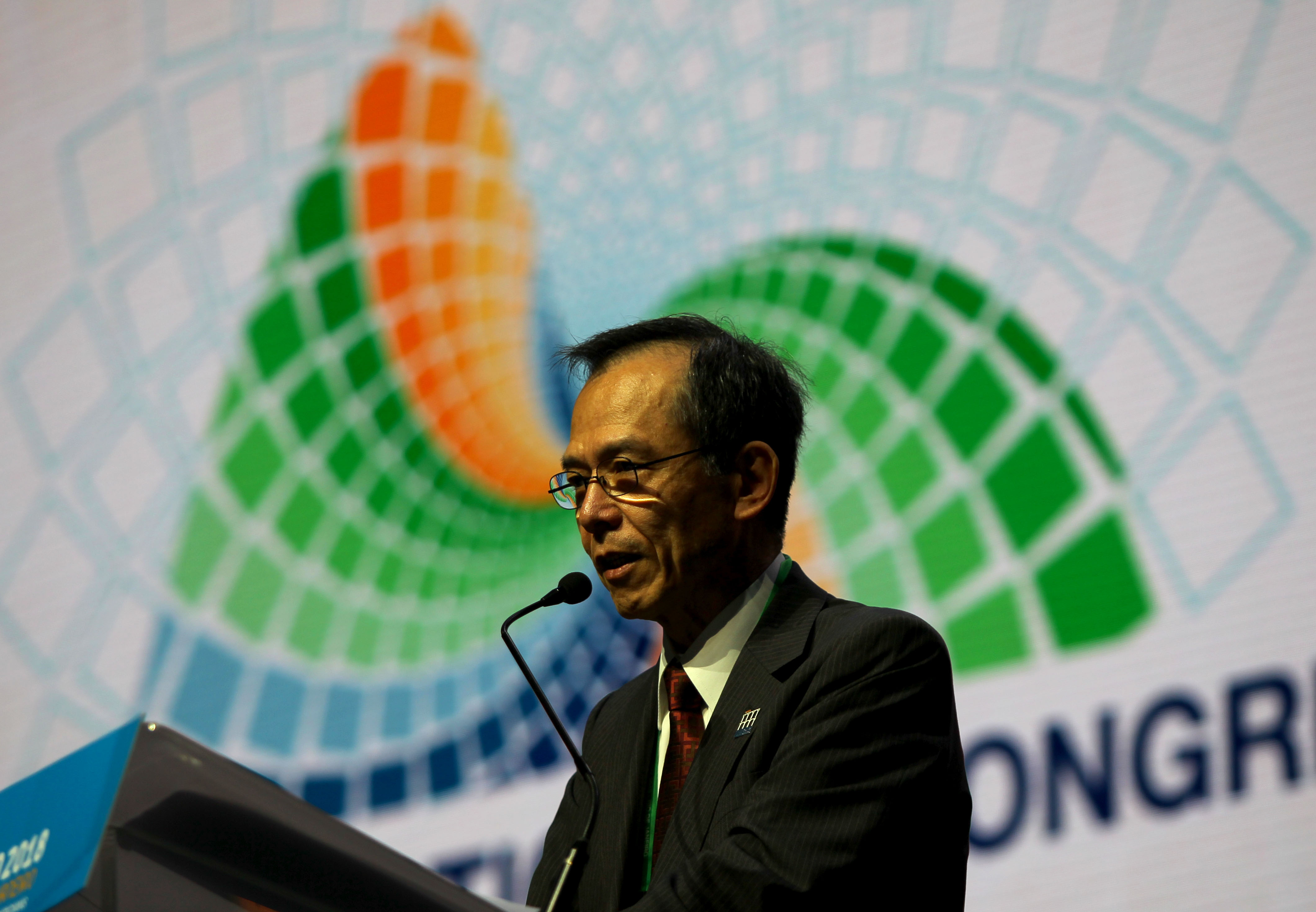
2018年8月1日、国際数学者会議にて

- 1969年 - 東海高等学校卒業[2]
- 1973年 - 京都大学理学部卒業
- 1975年
  - 京都大学大学院理学研究科修士課程修了[2]
  - 京都大学理学部助手[2]
- 1977年 - ハーバード大学助教授（1977-1980年）
- 1978年
  - 京都大学より理学博士号[11]
  - ハーツホーン予想を解決（ハーバード大学滞在中）[12]
- 1980年 - 名古屋大学理学部講師 ハーバード大学、プリンストン高等研究所、マックス・プランク研究所の研究員を併任
- 1982年
  - 端斜線の理論を発表[13]
  - 名古屋大学理学部助教授
- 1985年 - コロンビア大学客員教授（1985-1987年）
- 1986年 - 3次元の代数多様体の極小モデルの存在証明に成功[12][注釈 1]
- 1988年 - 名古屋大学理学部教授[2]
- 1990年 - 京都大学数理解析研究所教授[2]
- 1999年 - 国際数学連合副総裁（1999[14] - 2002年）[15]
- 2010年 - 名古屋大学特別教授[16][17]
- 2011年 - 京都大学数理解析研究所所長（ - 2014年）
- 2015年 - 国際数学連合総裁[4][5][18]（ - 2018年12月）
- 2016年
  - 京都大学高等研究院院長[10][19]
  - 京都大学名誉教授[20]

## 賞歴・講演歴
- 1983年
  - 日本数学会彌永賞[2] - 代数多様体の研究[21]
  - ICM招待講演（ワルシャワ）[22]

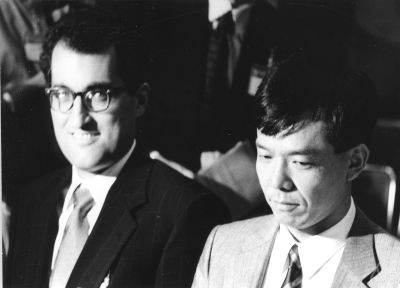
1990年、国際数学者会議にてエドワード・ウィッテン（左）と

- 1984年 - 中日文化賞[2] - 代数幾何学の研究、特にハーツホーン問題の解決[23]
- 1988年
  - 日本数学会秋季賞 - 代数多様体の極小モデル理論（川又雄二郎との共同受賞）[21]
  - 井上科学振興財団井上学術賞 - 高次元代数多様体の研究、特に3次元極小モデルの存在証明
- 1990年
  - ICM全体講演（京都）[22]
  - 国際数学者会議フィールズ賞[2]
  - アメリカ数学会コール賞代数部門 - 代数多様体の分類。特に論文 Flip theorem and the existence of minimal models for 3-folds に対して
  - 日本学士院賞[2] - 代数多様体の分類理論の研究（飯高茂、川又雄二郎との共同受賞）
- 1992年 - アメリカ芸術科学アカデミー外国人名誉会員[24]
- 1998年 - 日本学士院会員[24]
- 2004年 - 藤原科学財団藤原賞[24][16] - 高次元双有理幾何学理論の建設
- 2016年 - ロシア科学アカデミー外国人会員[24]
- 2017年 - 米国科学アカデミー外国人会員[24]

## 栄典
- 1990年 - 文化功労者[24]
- 2021年 - 文化勲章[25]

## 著作

### 学位論文
- 森重文『The endomorphism rings of some abelian varieties』京都大学〈博士論文（乙第3526号）〉、1978年3月23日。日本語題名『幾つかのアーベル多様体の自己準同型環』

### 著書
- 森重文『双有理幾何学』岩波書店〈岩波講座現代数学の展開第16巻〉、1998年、ISBN 4000106538。[26]
- Janos Kollar、森重文『双有理幾何学』岩波書店、2008年、ISBN 9784000056137。

### 代表的な論文
- Mori, Shigefumi (1979). “Projective manifolds with ample tangent bundles”. Annals of Mathematics 110 (3):  593-606. JSTOR 1971241. MR0554387.[24][27][19]
- Mori, S. and Mukai, S. (1981). “Classification of Fano 3-folds with the second B_2 ≥ 2”, Manuscripta Math., 36 (2): 147-162; Erratum, 110 (2003), 407.[27][19]
- Mori, Shigefumi (1982). “Threefolds whose canonical bundles are not numerically effective”, Annals of Mathematics 116 (1): 133-176. JSTOR 2007050[24][27][19]
- Miyaoka, Y. and Mori, S. (1986). “A numerical criterion of uniruledness”, Annals of Mathematics 124 (1): 65-69. JSTOR 1971387[24][27][19]
- Mori, Shigefumi (1988). “Flip theorem and the existence of minimal models for 3-folds”, Journal of the AMS 1 (1): 117-253.[24][27][19]
- Kollár, J., Yoichi Miyaoka, Y. and Mori, S. (1992). “Rational connectedness and boundedness of Fano manifolds”. Journal of Differential Geometory 36 (3): 765-779.[27][19]
- Kollár, J. and Mori, S. (1992). “Classification of three dimensional flips”. Journal of the AMS 5: 533-703.[24][27]
  - Mori, S. (2007)“Errata to ``Classification of three-dimensional flips” 20: 269-271.
- Mori, S. and Keel, S. (1997). “Quotients by groupoids”, Annals of Mathematics 145 (1): 193-213. JSTOR 2951828[24][27][19]
- Fujino, O. and Mori, S. (2000). “A canonical bundle formula”. Journal of Differential Geometory 56 (1): 167-188. MR1863025[24][27][19]
- Mori, S. and Prokhorov, Y. (2008). “On Q-conic bundles”. Publ. Res. Inst. Math. Sci. 44 (2): [27][19]
- Mori, S. and Prokhorov, Y. (2014). “Threefold Extremal Contractions of Types (IC) and (IIB)”, Proceedings of the Edinburgh Mathematical Society (Series 2) 57 (1): 231-252.[27]